# البحث عن السادات (كتاب)

البحث عن السادات (1984)

البحث عن السادات كتاب للكاتب الدكتور يوسف إدريس  صدر عام 1984، ويشتمل هذا الكتاب على نصوص سبعة مقالات نشرها الدكتور إدريس في «جريدة القبس» الكويتية وصحف أخرى خارج مصر. وكانت افتتاحية الكتاب تحت عنوان «البحث عن الحقيقة» ويشرح فيها الكاتب الظروف الرهيبة التي كانت تخيم على الكاتب والقراء في ذلك الوقت، وموضوع هذه المقالات هو توقيع الرئيس السادات معاهدة كامب ديفيد مع إسرائيل، وأوضح الكاتب رسالته قائلا: «جمعت المقالات في كتاب لأطالب بمحاسبة كل الذين تآمروا لاغتيالي، صحفيّو وكتّاب السادات لا يزالون يحتلون الساحة الصحفية والسياسية. البحث عن الحقيقة. ما هذا الذي حدث. وكيف حدث. ولماذا حدث».

## أبواب الكتاب
لماذا ننشر هذا الكتاب: يتقدم إدريس بمقالات هذا الكتاب إلى النائب العام مطالبا أن يحقق معه فيما ورد بها.
البحث عن الحقيقة: يكتب هنا إدريس. ما هذا الذي حدث، وكيف حدث، ولماذا؟
السؤال الملح: ظل يلح على إدريس سؤال عن التفريق بين دور السادات واتهاماته وبين بقية الأدوار والخطط.
بالضبط ماذا حدث؟ وهل هو لا يزال يحدث أم ان الرواية قد انتهت فصولها.
الاحتمالات الأربعة المرعبة: هل كان السادات حسن النية في داخله - أم هو لم يكن غبيا وإنما كان يعرف حقيقة الدور الذي يقوم به - هل كان وعي السادات بدوره لأسباب مبدئية – هل فعل السادات هذا كله لمبدأ. أم هو مدرك تماما لقذارة ذلك الدور.
كيف رأيت المبادرة: كتبت أؤيد المبادرة في مقال قصير نشرته بالإهرام، ولكني بحذر شديد فعلت حتى أحفظ لنفسي خط الرجعة.
لماذا كفرت بها: إيماني بالمبادرة لم يستغرق إلا شهرا. اكتشفت أن مبادرة القدس. ليست مبادرات مصرية في إتجاه الحق العربي أو حتى المصري، وإنما هي في الحقيقة مبادرات لمصلحة إسرائيل وحدها.
ثغرة الدفرسوار: دليل إثبات واضح لا يمكن دحضه، يشكل شيئا كجسد الجريمة.
هل هي مجرد مصادفات: مراجعة ما حدث منذ وفاة عبد الناصر.
الغباء أمام عبقرية التعصب: أصدفة أن يتزامن مجئ السادات مع مجئ كيسنجر مع مجئ بيجن بحيث تتم المهزلة الكبرى؟
الدين الجديد: الدين الأمريكي الجديد أو المسيحية اليهودية أو اليهودية المسيحية.
تسلسل الأحداث المتصادفات: لا بد من قصة محبوكة يصعد بها كيسنجر من أستاذ في هارفارد إلى أعلى منصب في أمريكا، منصب الرئيس الفعلي، بحيث حين يتقوض نيكسون يصبح كيسنجر هو فعلا الحاكم.
وماذا عن جانبنا نحن: لا بد أن نتعلم أولا كيف نتعرف، وكيف نكتشف، وكيف نشعل كل شموع ذكائنا.
الغوص في حقبة السادات: الكذبة التي يعرف الجميع كذبها.
المذكرات كثيرا ما تضلل: عن مذكرات محمد إبراهيم كامل ومتى بالضبط أحس بضرورة أن ينفض يده من اللعبة.
كامب ديفيد بداية وليست نهاية: بتصوير وتصور الوزير السابق محمد إبراهيم كامل أن الاستربتيز السياسي بدأ بالقدس وزيارتها. وبتصوير وتصور الكاتب الكبير الأستاذ هيكل أنه بدأ من مظاهرات 18 و19.
الموقف يخلق الشخصية. والشخصية تشوه الموقف! بالضبط مثلما وصل السادات كامب ديفيد وقد سلم جميع أوراقه - وكأنما هذا دأبه – فلقد وصل السادات إلى يوم 23 يوليو وقد استنفذ تماما كل طموحاته الثورية.
مقامرة المفلس! وجاءت كامب ديفيد، آخر قشة يتعلق بها السادات.
خسرنا كل شيء وكسبوا كل شيء: كانت مصر هي الخاسرة، حتى قبل دخول المفاوضات. أي سلام هذا الذي حصلنا عليه بمعاهدة السلام؟
تراجيديا السياسة: هل الذي يبيح للفاسدين أموال الدولة والشعب يتعفف أن يبيع حقوق بلاده كلها مقابل جائزة نوبل، أو صورة على غلاف، أو مزارع في كاليفورنيا؟
الخيانة مرتبة أعلى: لهذا اختار نائبا له إنسانا، لا يمكن أن يرضى به أحد رئيسا.
خاتمة: فلنكف أن نستغيث، فالمغيث هو نحن أيضا، يا مغيث أغثنا.

## محاولة اغتيال كاتب «البحث عن السادات»
كتب الدكتور يوسف إدريس: "أعتقد أن القراء لهم يذكرون الحملة الضارية التي قامت ضدّي حين كتبت المقالات السبع تحت عنوان «البحث عن السادات»، تلك الحملة التي بدأت بكذبة دنيئة من أنني قلت عن حرب أكتوبر في ذلك الكتاب أنها كانت تمثيلية متّفق عليها، والتي انتهت حين وقف السيد رئيس الجمهورية يهاجمني في خطبة أول مايو 1983 المشهورة، وقد آثرت أن أضمّن هذا الكتاب بعض الوثائق الخاصة بهذا الموضوع، ليس دفاعا عن النفس، وإنما مجرّد إثبات لأحداث وقعت، ومؤامرة تمّت ضدي، وبنجاح شديد.وقد آثرت إكمالا للتوثيق أن أورد هنا مقالتين كتبهما الأستاذ الكبير "فتحي رضوان" عن هذا الموضوع، وأيضا مقالة للكاتب الوطني الفذ الأستاذ "جلال أحمد أمين"، لا لشيء لأنهما كادا أن يكونا الصّوتين الوحيدين اللذين ارتفعا في ذلك الموقف الخطير الملتهب الذي اشتغل ضدي. وإذا كان لي من تعليق صغير أضيفه هنا، فإني أؤكّد أن ما حدث من وزير الثقافة وعدوانه الصارخ على شخصي ووظيفتي، وردود الأفعال الثقافية والشعبية الهائلة، كانت في حقيقة أمرها ردّا لاعتباري قبل الهجوم الغادر الذي شنّ عليّ قبلها بعام، والذي نجح في الإيقاع بيني وبين الرئاسة في مصر، بل وكاد أن ينجح في
الإيقاع بيني وبين قواتنا المسلحة البطلة. إنها حقائق ووقائع للتاريخ ليس إلا، ولا أملك معها إلا أن أقول: فأمّا الزّبد فيذهب جفاء وأمّا ما ينفع النّاس فيمكث في الأرض، صدق الله العظيم".

## صحيفة الشعب تكتب
نشر في جريدة حزب العمل (الشعب) تعليقا على خطاب أول مايو يقول: «اتّهم الرئيس حسني مبارك في خطابه يوم عيد العمال كاتبا معروفا، هو الأستاذ يوسف إدريس، اتّهاما خطيرا يعتبر - حسب تعبير الكاتب - طعنة في صميم وطنيته وذمته وكبريائه … ومجمل هذا الاتهام أنه تقاضى خمسة آلاف دولار من الرئيس الليبي معمر القذافي ليكتب مقالاته التي نشرها في جريدة القبس الكويتية، والتي أثير حولها الصخب والضجيج دون أن يطّلع أحد عليها ودون أن يسمح لكاتبها ببيان وجهة نظره. وقد أنكر الكاتب الموجه له هذا الاتهام الخطير على لسان رئيس الدولة ما طعن به، ونشر مقالا بهذا المعنى في صحيفة الأحرار، وهي الصحيفة التي قال إنها قبلت أن تنشر له دفاعه عن نفسه بعد أن أغلقت الصحف المسمّاة بالقومية في وجهه، حتى جريدة الأهرام التي يعمل بها. وصاغ الكاتب هذا المقال في صورة خطاب مفتوح إلى الرئيس مبارك بعنوان» إنني أتظلم منك وإليك«وأعلن فيه: إن طعني في شرفي وعلى الملأ هكذا، مسألة أهون منها عندي حكم الإعدام؛ إذ إن طعن الكاتب في شرفه من رئيس الدولة إعدام، إنه حكم بالإعدام وإعدام غير مشرّف. وذكر أنه يجب الفصل بين مقابلته للقذافي التي أخطر بها الرئيس مبارك بعد عودته بما تم فيها، في خطاب سلمه لسكرتاريته الخاصة بعد أن عجز عن تحديد موعد لمقابلته، وبين ما كتبته في إحدى الصحف العربية نتيجة عدم إتاحة الفرصة له بالكتابة بحرية في جريدة الأهرام التي يعمل بها. وقرّر أنه ضحية مؤامرة كبرى من بعض الجرائد القومية وصحيفة مايو وعشرات الأقلام الخبيثة لتؤلّب عليه الرأي العام والقوات المسلحة ورئيس الجمهورية، وأنه كان كفيلا بهم جميعا، لو أتيح له أن يردّ عليهم حيث يكتبون، أمّا حين يستغيثون بالرئيس المصري وينصرهم ويخذله، فليس عليه إلا أن يتظلّم منه … إليه».

## صحيفة الأهالي تكتب
كتبت صحيفة الأهالي: «صادرت مباحث أمن الدولة خلال الأسبوعين الماضيين كتاب» البحث عن السادات«لعميد كتّاب القصة القصيرة العرب، د.يوسف إدريس وتنفرد» الأهالي«في هذا العدد بنشر المقدمة التي كتبها د.يوسف إدريس خصّيصا للكتاب، الذي كان في الأصل مقالات نشرت في جريدة القبس الكويتية، وفيما استعرض الكاتب، ظروف كتابته لتلك المقالات، وتناول بالتحليل اتجاهات الحملة التي شنّت في الصحف الحكومية على الكتاب ومؤلّفه، والتي بلغت ذروتها بالهجوم المباشر الذي شنّه الرئيس مبارك على الكاتب والكتاب، فيما اعتبره د.يوسف محاولة لاغتياله، دفعته لجمع المقالات في كتاب يكون نشره مقدمة للمطالبة بمحاكمة كل الذين حرّضوا على اغتيال سمعته دفاعا عن السادات. والأهالي وهي تنشر هذه المقدمة تضمّ صوتها لكل الأصوات التي أزعجها قرار مصادرة كتاب يوسف إدريس، باعتباره انتهاكا بشعا لحقّ كاتب من أبرز الكتّاب في تاريخ الأدب العرب كله في أن يقرأه الناس، بعد أن قرءوا الهجوم عليه والتنديد به، باعتباره انتهاكا لحرية الرأي والفكر، وإهانة لكاتب لا يشكّك أحد في تاريخه».

## تعليق الكاتب على استقبال كتابه
كتب الدكتور يوسف إدريس تعليقا على استقبال كتابه بهجوم شديد قائلا: "إذا لم تكن تلك المقالات قد فعلت شيئا، إلا أنها كانت شمعة ضئيلة أوقدت في الظلام الدامس، وأنها مع غيرها من الشموع والحقائق ستهزّ جيوش الظلام وحتما، وعلى الضوء المنهمر المتكاثر سنرى، وعلى النّقاش مهما علا، سنصحو
إذا لم تكن قد فعلت سوى هذا
فأشكر الله أن هداني كتابتها ونشرها
وحمدا لله أني فعلت وأرضيت ضميري
وأهلا بكل نتائج إرضاء الله والضمير
بقيت كلمة أخيرة
كان المنطق البسيط يحتّم أن تنشر هذه المقالات أوّلا، وبعد هذا تتمّ مناقشتها أو إدانتها، وليس غريبا أن يحدث في عصرنا هذا العكس تماما، فتنشب معركة صاخبة حول كلمة مزورة عن حرب أكتوبر، لا علاقة لها بالخط الأساسي للمقالات، ثمّ يكون آخر شيء أن ينشر نص المقالات كلها، بعد أن ينتهي الصخب المفتعل وتمطر السماء شتائم واتهامات.

## محاكمة إدريس وهيكل
اجتمع المجلس الأعلى للصحافة لمناقشة كتاب «خريف الغضب» الذي كتبه محمد حسنين هيكل، ومقالات «البحث عن السادات» التي كتبها الدكتور يوسف إدريس في جريدة القبس الكويتية … قرّر المجلس إدانة الكاتبين لمساس ما كتباه بالرئيس الراحل أنور السادات مساسا اعتبره المجلس الأعلى للصحافة «مجافيا للحقائق التاريخية الناصعة، واعتداء على حرمة الموتى، وتعرّضا لحياتهم الخاصة، ومخالفة لتقاليد المجتمع الدينية والأخلاقية والمهنية، فوق أنه محاولة لطمس أمجاد الجيش المصري وبطولات الشعب المصري».
نشرت صحيفة «الأحرار» دفاع محمد حسنين هيكل عما وجّهته له الصحف القومية، وأجرت الأحرار حوارا مع الدكتور يوسف إدريس ردّ فيه على الاتهامات الموجّهة إليه من الصحف القومية ومن المجلس الأعلى للصحافة، وكان الدكتور يوسف إدريس قد قدم لجريدته القومية «الأهرام»، التي يعمل كاتبا متفرّغا بها، ردّا على الاتهامات الموجّهة إليه، ولكن الأهرام رفض نشر أي ردّ أو تعليق ليوسف إدريس، وكرّر يوسف إدريس محاولته مع بقية الصحف القومية. أجاب الدكتور إدريس في حواره مع صحيفة «الأحرار» قائلا:«قبل الإجابة. أريد أن أوضح أنه ولأول مرة في تاريخ الصحافة في مصر أو في العالم أن جريدة يعمل فيها كاتب تقف ضده تماما وتطعنه من الخلف عن عمد وسبق إصرار وترصد.ليست الأهرام صحيفة صلاح منتصر أو غيره، إنها صحيفة لهذا الشعب كله، ويجب أن يعرف الشعب الحقيقة».
أوضح الكاتب سبب نشر المقالات خارج مصر قائلا: «عندما قرأت مذكرات محمد إبراهيم كامل (وزير الخارجية المصري السابق) ومذكرات كيسنجر وكارتر، بدأت أكوّن وجهة نظر في كامب ديفيد وفي الرئيس السابق السادات، وبدأت أكتب تعليقات على هذه المذكّرات، علما بأن هذه المذكرات لم تنشر في مصر، إنما نشرت في جريدة الشرق الأوسط السعودية التي تصدر في لندن، وكان الحل الوحيد هو نشر مقالاتي في جريدة الشرق الأوسط، ولكني كنت متأكّدا أن سياسة الجريدة هي سياسة سعودية تماما، وشعرت بأنني سوف أكون مقيّدا ولن أكون حرّا في نشر ما أريد، ثمّ عرضت عليّ جريدة القبس الكويتية نشر هذه المقالات، وعدم نشري لهذه المقالات في مصر هو أنها تعليق على مذكّرات محمد إبراهيم كامل التي لم تنشر في مصر … فكيف أعلّق على شيء لم ينشر في مصر؟ ثمّ كيف أترك العالم العربي دون تحليل من جانبي لهذه المذكرات؟ . لماذا السادات قبل بهذه الشروط؟ ووجدت بأنه يريد أن يظهر كداعية للسلام؛ لأنه دخل كامب ديفيد وليس في يده ورقة واحدة يلعب بها؛ كان السادات قد سلّم كل أوراقه قبل دخول كامب ديفيد.وبدأت أتتبّع القصة عائدا إلى الخلف، حتى كانت الورقة الأخيرة هي قبول الصلح مع إسرائيل. والسادات كان قد قبل الصلح في زيارة القدس، وبدأت أسترجع تاريخ السادات ابتداء من ظهوره في الحركة الوطني. والخلاصة أنني شعرت بعد متابعة مذكّرات محمد إبراهيم كامل … وكيسنجر … وكارتر، بأننا أمام مؤامرة دولية غربية … وأننا أمام خطة عظمى للمنطقة حتّمت أن يركز الغرب على السادات ليعزل مصر تماما ويشلّ فاعليتها. السادات ليس هو مصر، مصر أكبر من السادات ومن عبد الناصر ومن سعد زغلول، مصر أكبر من هؤلاء، مصر هي الشعب المصري. ما ينقصنا هو نظرة حقيقية وموضوعية إلى الأشياء دون إرهاب فكري». وتفسيرا للكتابة من خارج مصر قال إدريس: «وصل الأمر إلى حدّ أن الأستاذ صلاح منتصر مدير التحرير كان يسمح لنفسه أن يشطب ما شاء من كتابتي دون علمي وينشر مقالي الناقص وكأنه رأي؛ بمعنى أنه أقام من نفسه وصيّا على كاتب له ثلاثين عاما يكتب، ووصيّا رغم أنفه وليس برضاه، وكان لا بدّ أن تحدث مشاحنات بيني وبينه وبينه وبين بقية المسئولين عن الجريدة، بعضها وصل فعلا إلى علم سيادتكم، وهذا هو السبب الأول يا سيادة الرئيس أننا نلجأ أحيانا للنّشر في الجرائد العربية».

## أهمية جهاز الصحافة عند إدريس
كتب إدريس في خطابه إلى الرئيس حسني مبارك: «إنّ جهاز الصحافة يا سيادة الرئيس جهاز خطير تماما، خطير لو أحسن استغلاله؛ فهو من الممكن، ما دام الإنتاج وزيادة الإنتاج هو صيحتنا الحالية، أن يستحيل إلى أداة عظيمة لتحريك الشعب ودفعه للإنتاج والتقدم وللقيم وللمثل العليا. ومن الممكن وهذا هو الأخطر، حين يرى الشعب حفنة من المستغلّين قد تسلّلوا إلى هذا الجهاز يتحرّكون للدفاع عن مناصبهم ووجودهم، ولتهييج الرأي العام ضد هذا الكاتب أو ذاك من أجل غيرة مهنية محضة ورغبة في استعمال الثقل الإعلامي الهائل للصحافة في هدم الخصوم، والخصوم هنا كتّاب من قلب هذا الشعب، آمن بهم، وكانوا صادقين معه، لم يخدعوه أبدا أو يضلّلوه، حينما تسلّل هذا النفر المضلّل إلى الآلة الصحفية ويسحق بها الكتاب المخلصين، يصبح الأمر كارثة حقّا».

## وصلات خارجية
https://www.goodreads.com/book/show/6164034 البحث عن السادات (كتاب)
https://www.hindawi.org/books/68368136/31/ البحث عن السادات (كتاب)
https://www.sauress.com/alhayat/30936530 البحث عن السادات (كتاب)